# Джапа

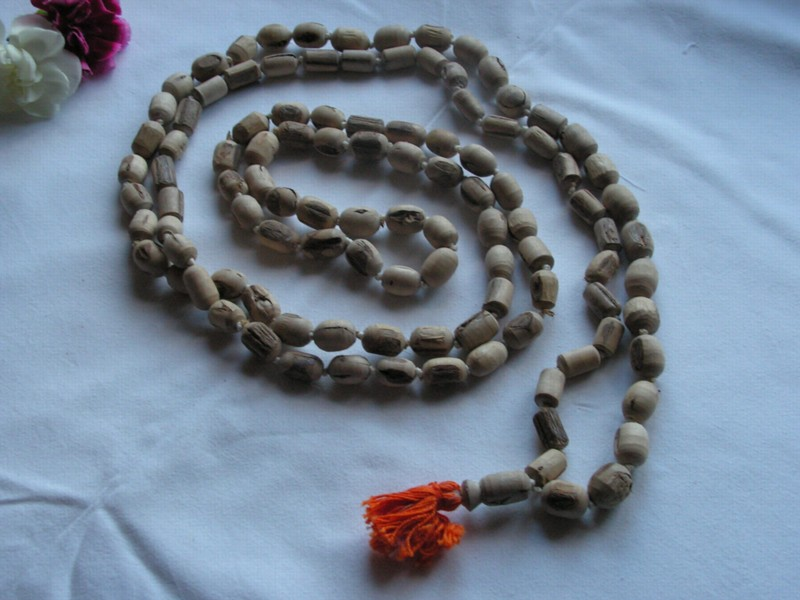
Джапа-мала, сделанная из дерева туласи и состоящая из 108 бусин

Джа́па (санскр. जप, IAST: japa) — духовная практика медитативного повторения (рецитации) мантр или имён Бога в индуизме .
Джапа может читаться громко, шёпотом или просто в уме, сидя в медитативной позиции или во время ходьбы, а также как часть формального обряда поклонения с группой лиц.
В различных формах, аналогичный обряд повторения молитв присутствует в большинстве религий мира, однако индийские религии придают этой практике особо важное значение.

## Этимология
Санскритское слово «जप»(IAST: japa) происходит от корня джап-, который означает «шептать, повторять внутренне, бормотать».

## Джапа-мала
В большинстве видов джапы для повторения используются чётки называемые джапа-мала.
Последователи вайшнавизма обычно читают джапу на чётках сделанных из дерева туласи или нима; в то время как шиваиты используют чётки из рудракши. Число бусин в чётках джапа малы обычно составляет 108 и имеет особое сакральное значение в обеих традициях. Обычно джапа-малу вешают на шею, хотя некоторые (например кришнаиты) предпочитают носить её в специальном мешочке, чтобы поддерживать её в чистоте.

## Практика джапы
Существует три основных формы джапы, при которых мантра или молитва повторяется тремя различными способами: громко вслух(вачика), шёпотом (упамшу) и про себя в уме (манасика).
В вайшнавизме, для повторения джапы не обязательно сидеть в одной позе, как это делают йоги, занимаясь медитацией. По желанию можно сидеть, стоять или ходить, самое важное — быть сосредоточенным на звуках мантры. В гаудия-вайшнавизме джапу рекомендуется повторять в период брахмамухурты — ранние утренние часы, которые рассматриваются как наилучшее время суток для этой практики.
Цели джапы сильно различаются в зависимости от используемой мантры и религиозной философии практикующего. Как в буддистских так и в индуистских традициях, мантры обычно даются ученикам их гуру после определённой формы духовного посвящения. Конечной целью может быть даршан, сиддхи, мокша, нирвана, бхакти, или просто личное молитвенное общение с Богом.

## Аналоги в других традициях
Джапа-медитация также является важной духовной практикой тибетских буддистов.

## Популярные мантры
Некоторые мантры, часто используемые в практике джапы:
- Ом
- Ом намах Шивая
- Ом мани падме хум
- Харе Кришна